# 1.FC Futsal Graz
Il 1.FC Futsal Graz è stato un club austriaco di calcio a 5 con sede a Graz, fondato nel 2007 e sciolto nel 2012. Nella stagione 2007/2008 disputa la massima divisione del Campionato austriaco di calcio a 5, la Murexin Futsal Bundesliga. Alla fine di questa sua prima stagione, il Futsal Graz ha conquistato il suo primo titolo nazionale.

## Rosa 2007/2008
| N° | Naz.               | Ruolo | Sportivo          | Anno |  |  |
| -- | ------------------ | ----- | ----------------- | ---- |  |  |
| -  | Austria (bandiera) | -     | Dieter Budenfeld  | 1973 |  |  |
| -  | Austria (bandiera) | -     | Markus Bruggraber | 1973 |  |  |
| -  | Austria (bandiera) | -     | Walther Eccher    | 1976 |  |  |
| -  | Austria (bandiera) | -     | Michael Haring    | 1980 |  |  |
| -  | Austria (bandiera) | -     | Hannes Holler     | 1978 |  |  |
| -  | Austria (bandiera) | -     | Jurgen Lew        | 1980 |  |  |
| -  | Austria (bandiera) | -     | Markus Rieger     | 1983 |  |  |
| -  | Austria (bandiera) | -     | Daniel Scharmann  | 1976 |  |  |
| -  | Austria (bandiera) | -     | Patrick Schmidt   | 1982 |  |  |
| -  | Austria (bandiera) | -     | Jurgen Wurzinger  | 1976 |  |  |
| -  | Austria (bandiera) | -     | Werner Zoisl      | 1976 |  |  |
| -  | Austria (bandiera) | -     | Christian Zorko   | 1982 |  |  |
| -  | Austria (bandiera) | -     | Gerhard Zuber     | 1975 |  |  |

## Palmarès
- 1 Campionato: 2007/2008